# アディスマルモ国際空港
アディスマルモ国際空港（アディスマルモこくさいくうこう、インドネシア語: Bandar Udara Adisumarmo、ジャワ語:Papan Anggegana Internasional Adisumarmo、英語: Adisumarmo International Airport）は、インドネシア共和国、ジャワ島中部ジャワ州スラカルタ（ソロ）にある国際空港である。

## 就航航空会社と就航都市

### 国際線
| 航空会社     | 就航地                                         |
| ------------ | ---------------------------------------------- |
| エアアジア   | クアラルンプール国際空港（クアラルンプール）   |
| シルクエアー | シンガポール・チャンギ国際空港（シンガポール） |

### 国内線
| 航空会社                   | 就航地                                                       |
| -------------------------- | ------------------------------------------------------------ |
| ガルーダ・インドネシア航空 | スカルノ・ハッタ国際空港（ジャカルタ）                       |
| シティリンク               | スルターン・アジ・ムハンマド・スレイマン空港（バリクパパン） |
| ライオン・エア             | スカルノ・ハッタ国際空港（ジャカルタ）                       |
| スリウィジャヤ航空         | スカルノ・ハッタ国際空港（ジャカルタ）                       |
| ウイングス・エア           | フセイン・サストラネガラ国際空港（バンドン）                 |

## 事件・事故
- 2004年11月30日、ジャカルタ発スラカルタ経由スラバヤ行きのライオン・エア538便がアディスマルモ国際空港への着陸に失敗して、滑走路をオーバーランした。

## 交通アクセス
- 鉄道 2018年11月開業予定